# NGC 4152
NGC 4152 este o galaxie activă situată în constelația Părul Berenicei. A fost descoperită în 1784 de către William Herschel. Se află la o distanță de 30 de megaparseci de Pământ.